# Calamus lakshmanae
Calamus lakshmanae är en enhjärtbladig växtart som beskrevs av Renuka. Calamus lakshmanae ingår i släktet Calamus och familjen Arecaceae. Inga underarter finns listade i Catalogue of Life.